# Chamaecrista chamaecristoides
Chamaecrista chamaecristoides är en ärtväxtart som först beskrevs av Louis-Théodore-Frédéric Colladon, och fick sitt nu gällande namn av Edward Lee Greene. Chamaecrista chamaecristoides ingår i släktet Chamaecrista och familjen ärtväxter.

## Underarter
Arten delas in i följande underarter:
- C. c. brandegeei
- C. c. chamaecristoides
- C. c. cruziana